# Batalla de Setina
La batalla de Setina (en búlgaro: Битка при Сетина) tuvo lugar en el otoño de 1017 cerca del pueblo de Setina en la actual norte de Grecia entre los ejércitos de Bulgaria y Bizancio. El resultado fue una victoria bizantina.

## Preludio
En 1014, tras décadas de guerra, el emperador bizantino Basilio II obtuvo una victoria decisiva sobre el zar búlgaro Samuel en la batalla de Clidio. Samuel murió de un ataque al corazón el 6 de octubre de 1014 y los bizantinos aprovecharon la oportunidad para penetrar profundamente en Macedonia, el corazón político del Primer Imperio búlgaro y se apoderaron de un número de ciudades importantes (Bitola, Prilep, Vodena, Moglena). Después el nuevo emperador búlgaro Iván Vladislav, que en 1015 asesinó al hijo y de heredero de Samuel Gabriel Radomir, había intentado sin éxito llegar a un acuerdo con Basilio II, organizó la defensa del país. Los búlgaros dirigidos por el emperador, Krakra de Pernik e Ivats hicieron devolver un número de ciudades y castillos. Los bizantinos fueron derrotados en la batalla de Bitola (septiembre de 1015) y en el sitio de Pernik (verano de 1016).

## La guerra en 1017
En 1017 Basilio invadió Bulgaria con un gran ejército incluidos los mercenarios del Rus. Su objetivo era la ciudad de Kastoria que controlaba el camino entre Tesalia y la costa de la moderna Albania. Envió partes de su ejército bajo los comandantes Constantino Diógenes y David Arianita para saquear Pelagonia. Basilio logró la captura de varios castillos búlgaros menores, pero todos los intentos de apoderarse de Kastoria quedaron inútiles.
Mientras tanto, el gobernador de Pernik y Sofía, Krakra reunió tropas para atacar el noreste de Bulgaria, que estaba bajo control bizantino desde 1001. Tenía órdenes de Iván Vladislav de negociar con los pechenegos una campaña conjunta contra los bizantinos. A las nuevas negociaciones, Basilio se retiró de Kastoria. Sin embargo, el contraataque búlgaro hacia Moesia no tuvo lugar tras la negativa de los pechenegos que lo respaldaban. Basilio volvió a invadir Bulgaria y tomó la pequeña fortaleza de Setina situado entre Ostrovo y Bitola al sur del río Cherna.
Los búlgaros al mando de Iván Vladislav marcharon al campo bizantino. Basilio envió unidades fuertes bajo Diógenes para repeler a los búlgaros, pero las tropas del comandante bizantino fueron emboscadas y acorraladas. Para proteger a Diógenes, el emperador bizantino de 60 años de edad se movilizó con el resto de su ejército. Los búlgaros tuvieron que retirarse  perseguidos por Diógenes. Según el historiador bizantino Juan Skylitzes los búlgaros sufrieron muchas bajas y 200 fueron hechos prisioneros.

## Consecuencias
La batalla de Setina no tuvo ningún efecto en el resultado de la guerra. En enero de 1018 Basilio se retiró a su capital Constantinopla. Los búlgaros atacaron el puerto adriático de Dirraquio y después de la muerte de Iván Vladislav bajo los muros de la ciudad finalmente se disolvió la resistencia. Ese mismo año el Primer Imperio búlgaro fue anexado al Imperio bizantino. En 1019 los bizantinos tomaron al fin las plazas fuertes de Bulgaria.